# Чхве Му Бэ
Чхве Му Бэ (кор. 최무배; 27 июня 1970, Пусан) — корейский боец смешанного стиля, представитель тяжёлой весовой категории. Выступает на профессиональном уровне начиная с 2004 года, известен по участию в турнирах таких бойцовских организаций как Pride, Hero's, Pancrase, World Victory Road, Road FC. Также был довольно успешным борцом, входил в основной состав сборной Южной Кореи по греко-римской борьбе, бронзовый призёр чемпионата Азии.

## Биография
Чхве Му Бэ родился 27 июня 1970 года в городе Пусан. В молодости довольно успешно занимался борьбой, входил в состав южнокорейской национальной сборной по греко-римской борьбе. Наивысшего успеха в этой дисциплине добился в сезоне 1991 года, когда побывал на чемпионате Азии в Тегеране и привёз оттуда награду бронзового достоинства, выигранную в тяжёлой весовой категории.
В 2004 году Му Бэ дебютировал на профессиональном уровне в смешанных единоборствах, подписав контракт с одной из крупнейших бойцовских организаций мира Pride Fighting Championships. Одержал здесь четыре победы, в том числе взял верх над такими известными бойцами как Ёсихиса Ямамото, Соа Палелеи и Гигант Силва. В феврале 2005 года встречался с россиянином Сергеем Харитоновым и потерпел первое в карьере поражение, был нокаутирован в первом же раунде.
Дальнейшую свою карьеру в ММА Чхве Му Бэ связал с такими крупными японскими промоушенами как Hero's, Pancrase, World Victory Road — выступал здесь с попеременным успехом: нокаутировал сильного канадского бойца Гари Гудриджа, взял верх над несколькими менее известными соперниками. В 2015 году провёл четыре боя в азиатской организации Road FC, выиграл два поединка, но затем дважды проиграл самоанскому кикбоксеру Майти Мо. Имеет в послужном списке двенадцать побед и шесть поражений.

## Статистика в профессиональном ММА
| Боёв 18  | Побед 12 | Поражений 6 |
| -------- | -------- | ----------- |
| Нокаутом | 6        | 3           |
| Сдачей   | 4        | 1           |
| Решением | 2        | 2           |

| Результат | Рекорд | Соперник          | Способ                                 | Турнир                                           | Дата            | Раунд | Время | Место             | Примечание                              |
| --------- | ------ | ----------------- | -------------------------------------- | ------------------------------------------------ | --------------- | ----- | ----- | ----------------- | --------------------------------------- |
| Поражение | 12-6   | Майти Мо          | TKO (удары руками)                     | Road FC 27                                       | 26 декабря 2015 | 1     | 3:46  | Шанхай, Китай     | Четвертьфинал гран-при абсолютного веса |
| Поражение | 12-5   | Майти Мо          | KO (удар рукой)                        | Road FC 26                                       | 9 октября 2015  | 1     | 0:37  | Сеул, Южная Корея |                                         |
| Победа    | 12-4   | Ёсукэ Кавагути    | TKO (удары руками)                     | Road FC 24                                       | 25 июля 2015    | 2     | 4:50  | Токио, Япония     |                                         |
| Победа    | 11-4   | Лукас Тани        | TKO (удары руками)                     | Road FC 23                                       | 2 мая 2015      | 1     | 1:45  | Сеул, Южная Корея |                                         |
| Победа    | 10-4   | Тоёхико Монма     | KO (удар рукой)                        | Revolution 1: The Return of Legend               | 23 марта 2013   | 1     | 0:26  | Сеул, Южная Корея |                                         |
| Поражение | 9-4    | Ёсихиро Накао     | Единогласное решение                   | World Victory Road Presents: Sengoku 9           | 2 августа 2009  | 3     | 5:00  | Сайтама, Япония   |                                         |
| Победа    | 9-3    | Кацухиса Фудзии   | Единогласное решение                   | Pancrase: Changing Tour 3                        | 7 июня 2009     | 2     | 5:00  | Токио, Япония     |                                         |
| Победа    | 8-3    | Дейв Херман       | TKO (удары руками)                     | World Victory Road Presents: Sengoku no Ran 2009 | 4 января 2009   | 2     | 2:22  | Сайтама, Япония   |                                         |
| Поражение | 7-3    | Марсиу Крус       | Сдача (рычаг локтя треугольником)      | World Victory Road Presents: Sengoku 3           | 8 июня 2008     | 1     | 4:37  | Сайтама, Япония   |                                         |
| Победа    | 7-2    | Гари Гудридж      | KO (удар рукой)                        | The Khan 1                                       | 30 марта 2008   | 2     | N/A   | Сеул, Южная Корея |                                         |
| Победа    | 6-2    | Масаюки Коно      | Техническая сдача (треугольник руками) | Pancrase: Blow 10                                | 12 декабря 2006 | 2     | 1:36  | Токио, Япония     |                                         |
| Поражение | 5-2    | Сильвестер Теркай | Единогласное решение                   | Hero's 2005 in Seoul                             | 5 ноября 2005   | 2     | 5:00  | Сеул, Южная Корея |                                         |
| Поражение | 5-1    | Сергей Харитонов  | KO (удары руками)                      | PRIDE 29                                         | 20 февраля 2005 | 1     | 3:24  | Сайтама, Япония   |                                         |
| Победа    | 5-0    | Гигант Силва      | Сдача (треугольник руками)             | PRIDE Shockwave 2004                             | 31 декабря 2004 | 1     | 5:47  | Сайтама, Япония   |                                         |
| Победа    | 4-0    | Соа Палелеи       | Сдача (удушение сзади)                 | PRIDE 28                                         | 24 октября 2004 | 2     | 4:55  | Сайтама, Япония   |                                         |
| Победа    | 3-0    | Мурад Аммаев      | KO (суплекс и удары)                   | Gladiator FC: Day 2                              | 27 июня 2004    | 1     | 0:18  | Сеул, Южная Корея |                                         |
| Победа    | 2-0    | Ёсихиса Ямамото   | Единогласное решение                   | PRIDE Bushido 3                                  | 23 мая 2004     | 2     | 5:00  | Иокогама, Япония  |                                         |
| Победа    | 1-0    | Ёсукэ Имамура     | Сдача (удушение сзади)                 | PRIDE Bushido 2                                  | 15 февраля 2004 | 1     | 4:08  | Иокогама, Япония  |                                         |